# Max Götze
Max Götze (* 13. Oktober 1880 in Thorn; † 29. Oktober 1944 in Berlin) war ein deutscher Radsportler.
Max Götze, Mitglied des Berliner Vereins BBC Germania von 1883, nahm an den Olympischen Zwischenspielen 1906 in Athen an den Radsportwettbewerben teil. Beim 1000-m-Zeitfahren schied er, wie auch beim 333,3-m-Zeitfahren, in der Vorrunde aus. Nach einem fünften Platz im Rennen über 5000 m, gewann er im Tandemsprint über 2000 m die Silbermedaille, gemeinsam mit seinem 18 Jahre älteren Bruder Bruno Götze. Zwei Jahre später nahm er erneut an Olympischen Spielen in London teil und gewann in der Mannschaftsverfolgung über 1980 yards gemeinsam mit Karl Neumer, Richard Katzer und Hermann Martens seine zweite Silbermedaille.

## Weblink
- Max Götze in der Datenbank von Olympedia.org (englisch)

| Personendaten    | Personendaten         |
| ---------------- | --------------------- |
| NAME             | Götze, Max            |
| KURZBESCHREIBUNG | deutscher Radsportler |
| GEBURTSDATUM     | 13. Oktober 1880      |
| GEBURTSORT       | Thorn                 |
| STERBEDATUM      | 29. Oktober 1944      |
| STERBEORT        | Berlin                |